# نادي القوة الجوية
نادي القوة الجوية الرياضي نادي كرة قدم عراقي، مقره في الرصافة، بغداد وينافس في دوري نجوم العراق. أسس في 4 تموز/يوليو 1931، ويُعد أقدم أندية كرة القدم الاحترافية العراقية، أحرز النادي لقب دوري نجوم العراق سبع مرات، آخرها كان في موسم 2020-21. فاز الفريق بلقب كأس العراق ست مرات، وبطولة أم المعارك ثلاث مرات، كأس السوبر العراقي مرتان فقط. وهو أول فريق حقق رباعية بطولات الكرة العراقية في موسم عام (1996-97) عندما فاز بكل من (الدوري العراقي، كأس العراق، بطولة أم المعارك، وكأس السوبر).
في المنافسات القارية حقق نادي القوة الجوية لقب كأس الاتحاد الآسيوي (المعروف الآن بدوري أبطال آسيا 2) في ثلاث مرات متتالية في مواسم 2016 و2017 و2018. شارك الفريق في منافسات دوري أبطال آسيا للنخبة لكنهُ لم يتوفق بعبور دور المجموعات، وعلى مستوى البطولات العربية وصل الفريق للمرحلة الربع نهائية في البطولة العربية للأندية في موسم عام 2012-13.

## التاريخ
في 4 تموز / يوليو 1931، بعد 73 يومًا من تأسيس القوة الجوية العراقية، تأسس النادي على يد مجموعة من رجال شرطة الطيران العراقيين في قاعدة سلاح الجو الملكي البريطاني في الهنيدي، مما يجعله أقدم نادي كرة قدم موجود في العراق. سمي النادي باسم تشيبسي موث تيمنًا بنموذج الأسطول الأول لسلاح الجو العراقي، ولكن سرعان ما تمت إعادة تسمية النادي إلى القوة الجوية الملكية. ارتدى الفريق زيًا عسكريًا وسراويل قصيرة بلون كاكي، ولعبوا مباراتهم الأولى في اليوم التالي ضد فريق من سلاح الجو الملكي البريطاني في الحبانية وفازوا بالمباراة. ساعد الفوز على القوات البريطانية النادي على النمو في شعبيته حيث بدأ العديد من العراقيين في دعم النادي مع انتشار سمعته في جميع أنحاء البلاد.

## الشعار وزي النادي
شعار النادي مشتق من شعار القوة الجوية إحدى تشكيلات القوات المسلحة العراقية. والتي ترمز إلى الصقر ولهذا يطلق على الفريق لقب الصقور. وكان زي الفريق في أول ظهور له هو اللون العسكري «البيجي الفاتح» بسراويل طويلة تحت الركبة وفانيلات ذوات أكمام طويلة وكان هذا الزي إلزامياً من مدرب الفريق للحفاظ على الهندام والإنضباط العسكري للفريق. عرف النادي بعدها بزيّه الأول ذو اللون الأزرق والخطوط البيضاء، والزي الثاني بلونه الأصفر، والزي الثالث باللون الرصاصي.

## الملعب
مقالة مفصلة: ملعب القوة الجوية
يُلعب نادي القوة الجوية مبارياته في كأس العراق على ملعبه الواقع في منطقة الرصافة في العاصمة العراقية بغداد، بسعة 6,000 متفرج
ويلعب الفريق مبارياته في الدوري على ملعب الشعب الواقع في منطقة الرصافة في العاصمة بغداد. بسعة 35,700 متفرج.

## تشكيلة الفريق
آخر تحديث 12 كانون الثاني 2025.
ملاحظة: تشير الأعلام إلى المنتخب بحسب قواعد الأهلية المعتمدة من قبل الفيفا؛ تنطبق بعض الاستثناءات المحدودة. وقد يحمل اللاعبون أكثر من جنسية لا تعترف بها الفيفا.
| الرقم | البلد        | المركز | اللاعب            |
| ----- | ------------ | ------ | ----------------- |
|       |              |        |                   |
| 1     | العراق       | حارس   | علي عبادي         |
| 2     | تونس         |        | محمد صالح المذهبي |
| 5     | العراق       | وسط    | يوسف فوزي         |
| 6     | العراق       |        | علي شاخوان        |
| 7     | العراق       |        | صفاء هادي         |
| 8     | العراق       | مهاجم  | محمد جواد         |
| 9     | العراق       | مهاجم  | علاء عباس         |
| 10    | العراق       |        | هيران أحمد        |
| 12    | العراق       | حارس   | حيدر محمد         |
| 13    | توغو         | وسط    | Franco Atchou     |
| 15    | العراق       | وسط    | احمد ايسياه       |
| 16    | بوركينا فاسو | مدافع  | بولو نارتي        |
| 17    | العراق       |        | مصطفى سعدون       |
| 18    | الكاميرون    |        | ميسوكي أولومو     |
| 23    | العراق       | مدافع  | زيد تحسين         |

| الرقم | البلد      | المركز | اللاعب            |
| ----- | ---------- | ------ | ----------------- |
| 25    | العراق     | وسط    | سعد عبد الأمير    |
| 26    | العراق     | مهاجم  | محمد قاسم نصيف    |
| 30    | العراق     |        | مصطفى وليد        |
| 31    | العراق     | حارس   | محمد رحيم         |
| 33    | العراق     | وسط    | محمد صادق         |
| 35    | العراق     | مهاجم  | أحمد نجم          |
| 40    | العراق     | مدافع  | موسى علاء         |
| 44    | العراق     | مدافع  | حمود مشعان        |
| 48    | العراق     | مدافع  | رسلان حنون        |
| 55    | لبنان      | مدافع  | محمد باقر الحسيني |
| 66    | العراق     |        | ليث ضياء          |
| 71    | سلطنة عمان | مهاجم  | عصام الصبحي       |
| 77    | العراق     |        | محمد سامي         |
| 90    | ليبيريا    |        | ويليام جيبور      |
| 99    | العراق     | مهاجم  | علي أكبر طاهر     |

## المنافسات
هنالك تنافس كبير بين نادي القوة الجوية ونادي الزوراء، وتطلق كلمة الكلاسيكو على المباريات التي تجمع الفريقين في مختلف المسابقات. تواجه الفريقان في بطولة الدوري العراقي في 88 مباراة إنتهت 27 مباراة بفوز القوة الجوية و 29 مباراة بالتعادل و 32 مباراة بفوز الزوراء.

## الإنجازات والألقاب
فاز القوة الجوية ب(59) لقباً محلياً وخارجياً ، ويحمل الرقم القياسي رفقة نادي الكويت بعدد بطولات كأس الاتحاد الآسيوي (المعروف الآن بدوري أبطال آسيا 2).

### ألقاب دولية
- كأس الاتحاد الآسيوي / دوري أبطال آسيا 2:
  - فوز (3): 2016، 2017، 2018
  - كاس فلسطين
  - فوز (1)
  - كاس القدس الدولية
  - فوز (1)
  - كاس بنغلور الهندية
  - فوز(1)
  - كأس الوحدات الاردني  فوز (1)

### ألقاب محلية

#### وطنية
- دوري نجوم العراق:
  - فوز (13)
- دوري المؤسسات - العراق:
  - فوز (2)
- كأس العراق:
  - فوز (13)
- كأس السوبر العراقي:
  - فوز (2): 1997، 2001
- بطولة أم المعارك:
  - فوز (3): 1994–95، 1996–97، 1998–99

#### إقليمية
- دوري المؤسسات - بغداد:
  - فوز (4): 1957-58، 1961-62، 1963-64، 1972-73
- كأس بغداد:
  - فوز (1): 1974
- كأس الإيثار:
  - فوز (2): 1962، 1964

### بطولات اخرى
- كأس كاجولز:
  - فوز (4): 1932-33، 1933-34، 1934-35، 1935-36
- كأس الملك غازي:
  - فوز (3): 1933، 1934، 1935
- كأس العميد طه الهاشمي:
  - فوز (1): 1939
- كأس الوصي:
  - فوز (1): 1940
- كأس أمانة العاصمة:
  - فوز (1): 1941
- كأس القوة الجوية:
  - فوز (2): 1941، 1942
- كأس فلسطين:
  - فوز (1): 1942
- كأس جمال بابان:
  - فوز (1): 1950
- كأس وجيه يونس:
  - فوز (1): 1956
- بطولة القوات المسلحة:
  - فوز (1): 1957
- كأس الجيش:
  - فوز (4): 1958، 1959، 1964، 1973
- كأس الفرقة الثانية:
  - فوز (1): 1961
- كأس مدير المصلحة:
  - فوز (1): 1964
- دوري الجيش:
  - فوز (1): 1973-74
- بطولة بنغلور الهندية:
  - فوز (1): 1982
- بطولة الوحدات الأردنية:
  - فوز (1): 1984
- كأس الميلاد:
  - فوز (1): 1985
- كأس وداع الدوري:
  - فوز (1): 1986
- بطولة الانتصار:
  - فوز (1): 1988
- بطولة القدس الدولية:
  - فوز (1): 2001
- بطولة العراق الجديد:
  - فوز (1): 2003

## الإحصاءات

### في البطولات الدولية
آخر تحديث 4 كانون الأول 2024.
| المسابقة                  | السجل | السجل | السجل | السجل | السجل  |
| المسابقة                  | م     | ف     | ت     | خ     | فوز %  |
| ------------------------- | ----- | ----- | ----- | ----- | ------ |
| دوري أبطال آسيا للنخبة    | 42    | 12    | 9     | 21    | 028٫57 |
| دوري أبطال آسيا 2         | 40    | 25    | 10    | 5     | 062٫50 |
| كأس أبطال الكؤوس الآسيوية | 4     | 2     | 0     | 2     | 050٫00 |
| كأس العرب للأندية الأبطال | 22    | 7     | 9     | 6     | 031٫82 |
| المجموع                   | 108   | 46    | 28    | 34    | 042٫59 |

## التاريخ التدريبي
| المدرب               | من   | إلى      |
| -------------------- | ---- | -------- |
| عبد الإله محمد محسن  | 1974 | 1974     |
| إدسون إشيا           | 1975 | 1976     |
| مجبل فرطوس           | 1977 | 1980     |
| فويو غارداسيفيس      | 1980 | 1983     |
| عبدالإله عبد الحميد  | 1984 | 1984     |
| مجبل فرطوس           | 1984 | 1988     |
| نزار أشرف            | 1989 | 1989     |
| أمير جميل            | 1990 | 1990     |
| عادل يوسف            | 1991 | 1992     |
| عمو بابا             | 1992 | 1993     |
| عبد الإله عبد الحميد | 1993 | 1994     |
| عدنان درجال          | 1993 | 1994     |
| ناطق هاشم            | 1995 | 1996     |
| أيوب أوديشو          | 1996 | 1998     |
| ناظم شاكر            | 1998 | 1998     |
| نزار أشرف            | 1999 | 1999     |
| ناظم شاكر            | 2000 | 2000     |
| هادي مطنش            | 2000 | 2000     |
| أسامة نوري           | 2001 | 2001     |
| صالح راضي            | 2001 | 2002     |
| سعدي توما            | 2003 | 2003     |
| صباح عبد الجليل      | 2004 | 2006     |
| راضي شنيشل           | 2006 | 2007     |
| حميد سلمان           | 2007 | 2008     |
| وليد ضهد             | 2008 | 2009     |
| صالح راضي            | 2010 | 2010     |
| ثائر أحمد            | 2010 | 2011     |
| حسام السيد           | 2012 | 2014     |
| عباس عطية            | 2015 | 2015     |
| أحمد دحام            | 2016 | 2016     |
| باسم قاسم            | 2016 | 2017     |
| حسام السيد           | 2017 | 2017     |
| راضي شنيشل           | 2017 | 2018     |
| باسم قاسم            | 2018 | 2019     |
| أيوب أوديشو          | 2019 | 2021     |
| راضي شنيشل           | 2021 | 2022     |
| حكيم شاكر            | 2022 | 2022     |
| قحطان جثير           | 2022 | حتى الآن |

## وصلات خارجية
- القوة الجوية على موقع الاتحاد الآسيوي